# Joseph-Marie Gros
Joseph-Marie Gros est un prêtre catholique français né le 23 mai 1742 à Lyon, tué le 3 septembre 1792 à Paris, député du clergé aux États généraux de 1789. Il est reconnu martyr et bienheureux par l'Église catholique.

## Biographie
Entré dans les ordres, il est reçu docteur en théologie et enseigne au collège de Navarre à partir du 10 mai 1785. Curé de Saint-Nicolas du Chardonnet, les philanthropes le surnomment « le nouveau saint Vincent de Paul ». Sa notoriété l'amène à être élu le 30 avril 1789 député de Paris aux États généraux de 1789 en quatrième lieu, derrière son archevêque, Mgr de Juigné, l'abbé de Montesquiou-Fézensac et l'abbé de Chevreuil, chancelier de l'Université, devant dom Ambroise Chevreux et l'abbé Dumonchel, recteur de l'université de Paris. Siégeant à droite de l'Assemblée, il y défend l'Ancien régime et prend la parole sur les biens du clergé.
Remplacé en 1791 à Saint-Nicolas après son refus de prêter le serment civique dans lequel il entraîne tous les prêtres de sa paroisse, il est emprisonné en janvier 1791 à la prison des Carmes comme contre-révolutionnaire. Il y est victime des massacres de Septembre 1792. Pie XI le béatifie parmi les « Bienheureux martyrs » le 17 octobre 1926

## La mort de l'abbé Gros parRestif de la Bretonne
« Mais ce n'était pas tout. Vers les deux heures, j'entends passer sous mes fenêtres, une troupe de cannibales, dont aucun ne me parut avoir l'accent du Parisis ; tout était étranger. Ils chantaient ; ils rugissaient ; ils hurlaient. Au milieu de tout cela, j'entendis : « Allons aux Bernardins !…Allons à Saint-Firmin ! » (Saint-Firmin était une maison de prêtres : les galériens étaient alors dans le premier endroit.) Quelques-uns de ces tueurs criaient : « Vive la Nation ! » Un d'entre eux, que j'aurais voulu voir, pour lire son âme sur son exécrable visage, cria forcenément : « Vive la mort !… » Je ne l'ai pas ouï dire ; je l'ai entendu, et j'en frissonnai… Ils allèrent tuer, et les galériens, et les prêtres de Saint-Firmin. Parmi ces derniers, était l'abbé Gros, ex-constituant, autrefois mon curé, à Saint-Nicolas-du-Chardonnet, chez lequel j'avais soupé avec deux dames d'Auxerre : il me reprocha même ce soir-là, d'avoir dit un mot, dans La Vie de mon père, improbatif du célibat des prêtres. Cet abbé Gros vit, parmi les tueurs, un homme avec lequel il avait eu quelque rapport. « Ha ! mon ami ! te voilà ! hé ! que venez-vous faire ici, à l'heure qu'il est ! – Ho ! répondit l'homme, nous venons ici, à la male heure… – Vous m'avez fait du bien… Aussi, pourquoi avez-vous rétracté votre serment ? » Cet homme lui tourna le dos, comme autrefois les rois et Richelieu à leurs victimes, et fit un signe à ses camarades. L'abbé Gros ne fut pas poignardé ; on lui donna une mort plus douce ; il fut précipité par la fenêtre… Sa cervelle jaillit du coup ; il ne souffrit pas… Je ne parlerai point des forçats : ces malheureux virent abréger une vie, qui n'était pas même à regretter…. »

## Source
- « Joseph-Marie Gros », dans Adolphe Robert et Gaston Cougny, Dictionnaire des parlementaires français, Edgar Bourloton, 1889-1891 [détail de l’édition]
- Sur Gros et l'Assemblée :Histoire du clergé de France pendant la Révolution, Volume 1 Par Hippolyte François Regnier-Destuurbet pages 98 et sq.

## Conférence audio
- DPN - Rencontres spirituelles •?• Catalogue alphabétique : FR, MAR, J, Jean-François Gros, Bx Jean-François Gros, né à Lyon, curé de Saint-Nicolas-du-Chardonnet, tué à Saint-Firmin à 50 ans.